# グロリア・ヘンドリー
グロリア・ヘンドリー（Gloria Hendry、1949年3月3日 - ）は、アメリカ合衆国の女優。

## 来歴
フロリダ州ウィンターヘブンに生まれ、ニュージャージー州ニューアークで育つ。法律専門秘書の仕事を学ぶかたわら、プレイボーイクラブのバニーガールとして働き、映画界入りの機会を掴む。1968年、シドニー・ポワチエ主演の『愛は心に深く』でデビュー。1973年には、『007 死ぬのは奴らだ』に出演した。

## 主な出演作品
- 愛は心に深く　For Love of Ivy （1968）
- ブラック・シーザー　Black Caesar （1973）
- 007 死ぬのは奴らだ　Live and Let Die （1973）
- マシンガン用心棒　Slaughter's Big Rip-Off （1973）
- ハーレム街の首領　Hell Up in Harlem （1973）
- 黒帯ドラゴン　Black Belt Jones （1974）
- セクシー・ソルジャーズ　Savage Sisters （1974）
- 最後の絞殺魔 ブロンド美女謎の猟奇連続殺人　Bare Nuckles （1977）